# Плед (группа)
Плед — музыкальная группа из Москвы.

## История
Группа возникла в 1996 году. Название образовано от первых букв имён участников первого состава группы — Петра, Елены, Екатерины, Дарьи. Вдохновителями группы и авторами песен стали сёстры Екатерина и Дарья Давыдовы. В конце 1990-х годов, находясь под заметным влиянием групп Pixies и The Breeders, Sonic Youth и Nirvana, участники записали первый EP Silly Freak.
За время существования группы состав участников менялся — в разное время в группе играли Александр Волков (клавишные), Сергей Хамылёв и Сергей Новиков (гитара). Неизменным оставалось только трио — Дарья Давыдова, Михаил Альбицкий, Константин Матвеев.
Дарья Давыдова (псевдоним Певица Порева) также является участницей супергрупп «Приключения Электроников» и «Слон», а в прошлом
— группы «Ульи».

## Дискография

### Альбомы
- Неделька (2001)
- Чувство Меры (2005)
- Потерянный альбом (2007)
- I Wanna Sing from My Heart in English (2011)
- The Best (2013)
- Адова попса (2015)

### Синглы/ЕР
- Silly Freak
- Четверг
- Бешеная вша

### Участие в сборниках
- Типа панки и все такое… vol. 4 (2001)
- Детский сад. Штаны на лямках (2002)
- Панк романтика vol. 1 (2005)
- Rockoвой devi4nik volume 2 (2006)